# هیالمار یوهانسن
فردریک هیالمار یوهانسن یک کاوشگر قطبی نروژی بود. او در اولین و سومین اکسپدیشن فرام شرکت کرد. او با اکسپدیشن فریتیوف نانسن در سال‌های ۱۸۹۳–۱۸۹۶ اعزام شد و نانسن را همراهی کرد تا رکورد جدیدی در دورترین شمال در نزدیکی قطب شمال ثبت کند. یوهانسن همچنین در سفر روئال آمونسن به قطب جنوب در سال‌های ۱۹۱۰–۱۹۱۲ میلادی شرکت کرد.